# 趙德彝
潁川安簡郡王趙德彝（968年—1015年5月9日），字可久，祖籍涿郡（今河北省保定市清苑縣）人，宋朝宗室、魏悼王趙廷美的第三子。

## 生平
趙德彝早年被伯父宋太祖抚养于宫中，后来跟隨父親趙廷美被徙置房陵，雍熙三年（986年）正月辛未，時任沂州守的兄長趙德隆去世，由他繼承長寧郡侯，擔任沂州守，同時授右千牛衛大將軍。
後來沂州發生蝗災，人民請求趙德彝以火燒死蝗蟲，他卻說：「上天降災，守臣之罪也。」以自己失德而齋戒，祈禱蝗災消退。
後來趙德彝進封長寧郡公，並於淳化四年（993年）任右監門衛大將軍，又遷任左武衛大將軍，並改封廣平郡公，人民請求他留任，朝廷詔令嘉奬他，到宋真宗初年才還京。
咸平二年（999年），朝廷再次任命趙德彝判滁州，但與兄長趙德恭並留不遣。次年（1000年）又授任徐州刺史，後遷保信軍節度觀察留後。
大中祥符八年（1015年）四月戊辰，趙德彝去世，虛齡四十九歲，宋真宗廢朝三日，贈封昭信軍節度使，追封信都郡王，諡號安簡。明道二年（1033年），改封潁川郡王。

## 家族

### 祖父母
- 趙弘殷，宋宣祖昭武皇帝
- 昭憲太后杜氏

### 父母
- 趙廷美，魏悼王
- 張氏，楚國夫人，張令鐸女

### 妻妾
- 聘妻，王顯孫女[7]

### 子女
- 趙承謨，贈宮苑使、宜州刺史
- 趙承矩，莊宅使，贈博州刺史
- 趙承勗，供奉官，贈六宅副使
- 趙承節，西京作坊使
- 趙承拱，西京作坊使
- 趙承衎，內殿崇班
- 趙承錫，供奉官